# Charitometra incisa
Charitometra incisa är en sjöliljeart som beskrevs av Carpenter 1884. Charitometra incisa ingår i släktet Charitometra och familjen Charitometridae. Inga underarter finns listade i Catalogue of Life.